# Autorité du transport métropolitain
L'Autorité du Transport Métropolitain (ATM ou ATM Aire de Barcelone) est un consortium inter-administratif de caractère volontaire qui a été constitué en 1997 pour coordonner et planifier le transport public dans la Région Métropolitaine de Barcelone.
Toutes les administrations publiques de services de transports publics collectifs, individuellement ou par l'intermédiaire d'entités qui les collectent et les représentent, appartiennent à la région constituée par les comarques de l'Alt Penedès, du Baix Llobregat, du Barcelonès, du Garraf, du Maresme, du Vallès Occidental et du Vallès Oriental.
Les administrations des consortiums sont la Généralité de Catalogne (51%) et les administrations locales (49%), composées du conseil municipal de Barcelone, de l'Entité Métropolitaine du Transport (EMT) et de l'Association municipale des services de transports urbains de la région métropolitaine de Barcelone (AMTU). Il faut noter la présence de représentants de l'administration générale de l'État dans les organes directeurs de l'ATM, en tant qu'observateurs.

## Fonctions
En tant qu'entité publique, la loi attribue des fonctions et des objectifs,.
1. Planification d'infrastructures et services: Il élabore des plans d’investissement à souscrire par les administrations.
2. Relations avec des opérateurs de transport: Il gère les concessions de services de transport à des entreprises privées.
3. Financement du système de transport: Il contrôle les finances des concessionnaires et relie les administrations responsables des subventions à ceux-ci.
4. Ordination des tarifs: Il décide de la répartition du montant des prix et de la répartition des revenus.
5. Communication: Il fait la promotion du système de transport qu’il gère et de sa marque, et est lié aux utilisateurs.
6. Cadre réglementaire: Il propose des lois aux administrations locales afin de les adapter au cadre d'attribution ATM.
7. Mobilité: Il élabore et évalue les plans de mobilité et promeut les valeurs chez les citoyens.

## Direction générale
- Francesc Xavier Ventura i Teixidor (1997 - 2004)[4]
- Ramon Seró i Esteve (2004 - 16 janvier 2013)[4]
- Josep Anton Grau i Reinés (16 janvier 2013 - 24 février 2016)[5]
- Pere Torres i Grau (24 février 2016 - actuellement)[6]

## Intégration tarifaire

Ancien domaine de l'intégration tarifaire

Carte de la zone intégrée élargie en 2009

Le guichet automatique gère le système d’intégration tarifaire créé en 2001. Grâce à ce ticket, le transport public peut être utilisé de différentes manières dans la région métropolitaine des sociétés qui font partie et peuvent effectuer différents types de correspondance entre ces moyens de transport sans avoir à payer pour un délai qui dépend des zones traversées (bien que le billet doit être validé à chaque correspondance) . Toutefois, le simple billet est exclu de la possibilité d'effectuer un transport combiné. Ces entreprises fournissent un ou plusieurs services de transport, parmi lesquels les entreprises suivantes sont remarquables pour leur grande couverture du territoire, bien qu'il existe des dizaines d'entreprises, en particulier des opérateurs de bus dans les zones locales ou sous-communautaires qui peuvent être très importants. Au-delà de la municipalité de Barcelone:
- Renfe (trains du réseau de Rodalies de Barcelone)
- Transports Metropolitans de Barcelona (marque commerciale sous laquelle opèrent les sociétés de métro de Barcelone et Transports de Barcelone, qui gère les bus)
- Trammet (services de tramway)
- Chemins de fer de la Généralité de Catalogne (trains et funiculaires)

## Couronnes tarifaires
Le réseau ATM est divisé en six zones (de 1 à 6, zone centrale - plusieurs zones périphériques). Le prix du billet ne dépend pas de la région où vous voyagez, à l'exception des zones traversées pendant le voyage. La première couronne est proprement la région métropolitaine de Barcelone et inclut les municipalités de la côte de Castelldefels à Montgat.

Schéma du zonage

## Forfait
Il est possible de se déplacer dans 36 communes au prix d'une zone.
Par conséquent, à partir de l'année 2019 toutes les relations entre les 36 municipalités métropolitaines (les 18 de la première couronne et les 18 de la deuxième couronne), l'équivalent tarifaire correspondant à une zone tarifaire leur sera appliqué. Le zonage actuel du système est maintenu pour le reste des trajets entre une municipalité de l'aire métropolitaine de Barcelone et une municipalité du système de tarification externe de la région métropolitaine. Par conséquent, aucun déplacement dans l'aire de l'ATM n'est affecté par la mesure.Le forfait s'appliquera à tous les titres intégrés ATM (sauf à la carte T-16). Donc, entrera en vigueur pour les titres suivants : T-10, T-10 pour des employés de l'aéroport, T-50/30, T-70/30, T-mois, T-mois pour des personnes au chômage, T-trimestre, T-jeune, titres intégrés bonifiés pour des familles monoparentales et nombreuses, T-jour, T-aire et T-événement. Les billets simples, non intégrés, des opérateurs de transport (FGC, Rodalies de Catalogne et bus métropolitains et interurbains) seront régis aussi par ce forfait quand ils couvrent le trajet entre deux communes de l'Aire Métropolitaine de Barcelone.

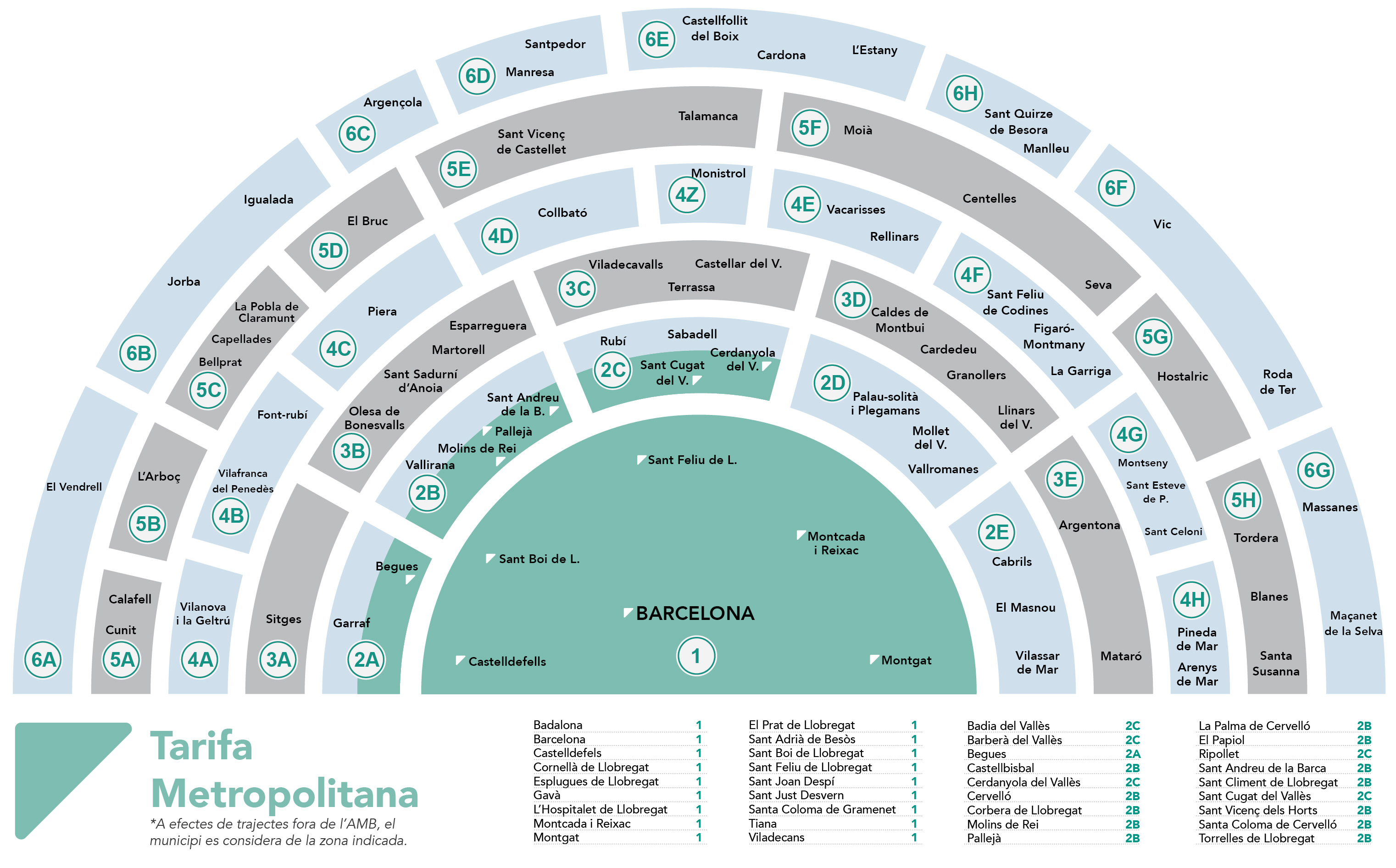
Zonage ATM aire de Barcelone

### Prix

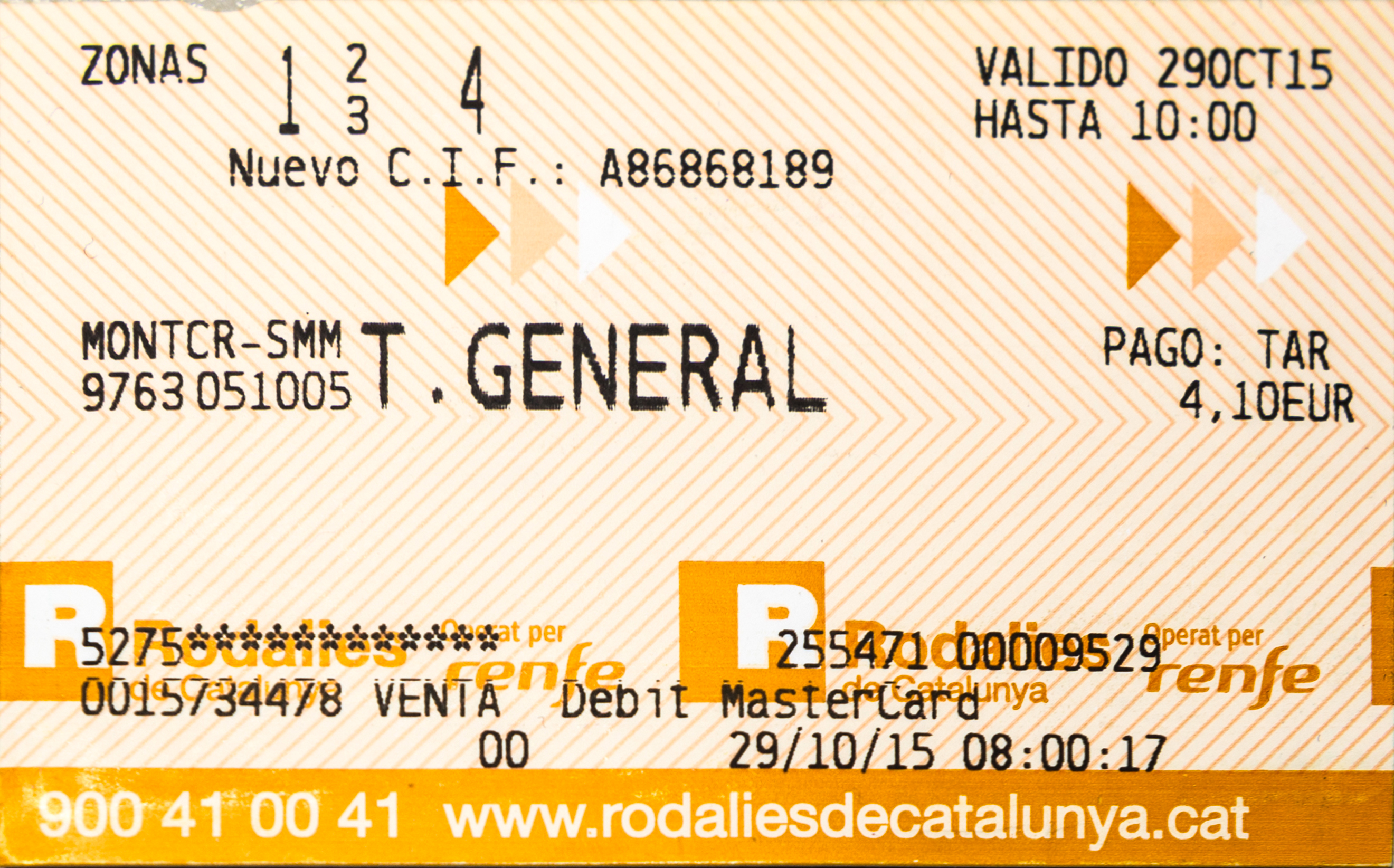

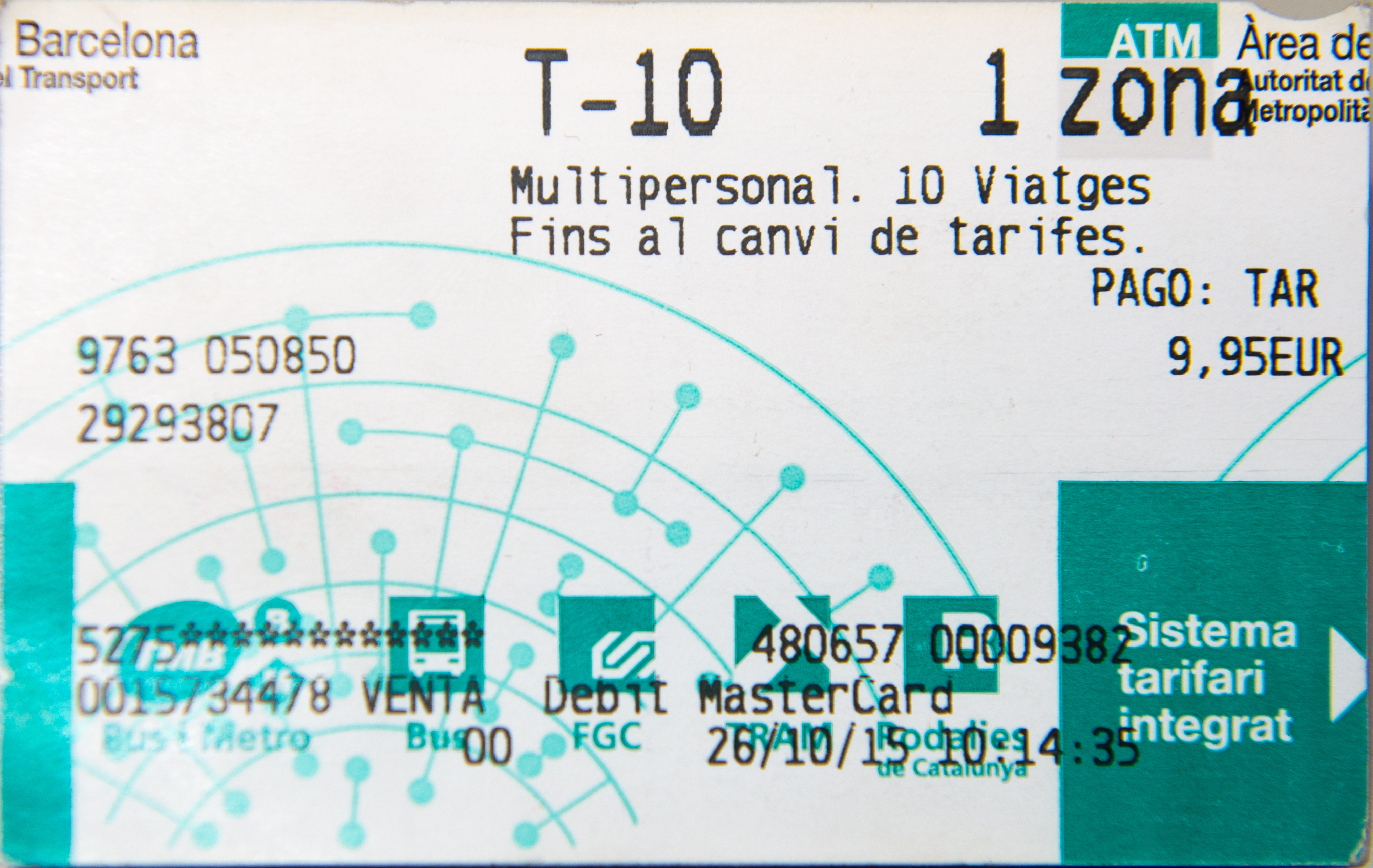

Billet T-10

Le tableau détaillé des différents titres de transport ATM en fonction du nombre de zones (prix en euros, données d'octobre 2015) est détaillé ci-dessous.
|        | T-10  | T-50/30 | T-70/30 | T-Mois | T-Trimestre | T-Jeune | T-Jour |
| ------ | ----- | ------- | ------- | ------ | ----------- | ------- | ------ |
| Zone 1 | 9,95  | 42,50   | 59,50   | 52,75  | 142         | 105     | 7,60   |
| Zone 2 | 19,60 | 71,00   | 86,05   | 77,45  | 211         | 155     | 12,00  |
| Zone 3 | 26,75 | 99,60   | 118     | 105    | 290         | 210     | 15,25  |
| Zone 4 | 34,45 | 122,00  | 144,50  | 124,50 | 342,50      | 249     | 17,15  |
| Zone 5 | 39,55 | 140     | 165,50  | 143    | 390         | 285,50  | 19,30  |
| Zone 6 | 42,05 | 150     | 179,50  | 153    | 406         | 305,50  | 21,70  |

## Polémique
Durant le printemps 2014, l'ATM était au centre de l'attention de la plate-forme Stop Pujades, qui lui a constamment reproché de ne pas baisser les tarifs de transport après des mois de mobilisation continue et que la plate-forme avait reçu le soutien d'une trentaine de municipalités, y compris celles de Barcelone, du conseil de l'aire métropolitaine de Barcelone et du parlement de Catalogne. Les mobilisations ont commencé après la hausse des tarifs de janvier 2014, supérieure au prix de 10 euros du T-10.
En tant que moteur de la T-Mobilité, il incarne les critiques de ce nouveau système de paiement et de tarification. Voir Controverse de la T-Mobilité

## Voir aussi

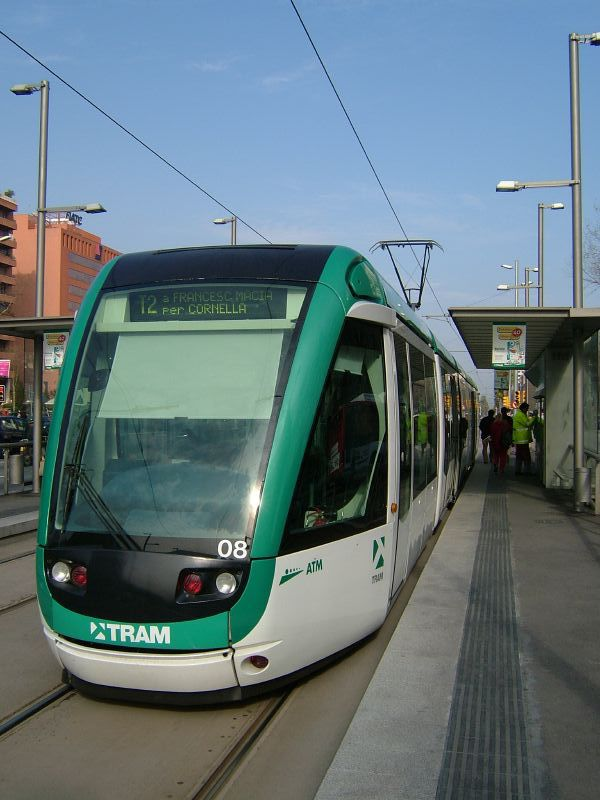
Un Trambaix avec le logotype de l'ATM.